# Burgstall Tunzenstein
Der Burgstall Tunzenstein ist eine abgegangene hochmittelalterliche Höhenburg, gelegen am Alzkanal und am Ostrand von Offenham, einem Gemeindeteil der Gemeinde Engelsberg im Landkreis Traunstein in Bayern. Er wird als Bodendenkmal unter der Aktennummer D-1-7841-0154 als „Burgstallrest des hohen und späten Mittelalters (‚Tunzenstein‘)“ geführt.

## Geschichte
Offenham wird 1120 bei einer Schenkung des Edelfreien Konrad von Mögling an das Kloster Baumburg genannt.